# Molí d'Arànser
Molí d'Arànser és un antic molí de Lles de Cerdanya (Baixa Cerdanya), inclòs a l'Inventari del Patrimoni Arquitectònic de Catalunya.

## Descripció
Quant a la construcció és un molí de tres pisos i carcau. És de planta rectangular amb els murs de paredat o maçoneria amb algunes obertures repartides per les façanes, unes amb llinda i d'altres amb arc rebaixat. La pedra no va ser treballada a excepció dels angles.
En l'actualitat l'estat de conservació és ruïnós, encara que queda dempeus el 70% de l'estructura i la teulada, però el cobreix un 40% de vegetació. Cal destacar que a l'interior del Molí, s'hi poden veure elements metàl·lics, de pedra i de fusta, originals del molí i que estaven destinats al seu funcionament. (el rodet, la roda giratòria que devia regular el cabal d'aigua, l'arbre de transmissió, l'estructura del canal per on baixava l'aigua, etc.). L'edifici aprofita la força del riu Arànser.

## Història
Es tracta d'un edifici que molia el blat de Lles, Travesseres, Aransa i Viliella que va recollir el testimoni del Molí del Salt. El molí va caure en desús al envellir els seus propietaris i fou abandonat quan aquests van morir, fa més de quadre dècades. En l'actualitat és propietat de Ca l'hereu Mateu, la casa que és vora el molí.